# NGC 1054
NGC 1054 este o galaxie spirală situată în constelația Berbecul. A fost descoperită în 8 octombrie 1864 de către Heinrich Louis d'Arrest.